# Josef Jakubec (básník)
Josef Jakubec (3. srpna 1858 Hlásná Lhota – 9. června 1889 Jičín) byl český básník.
Studoval jičínské gymnázium, posléze působil jako úředník na pražském magistrátu. Byl členem literárního spolku Máj. Napsal Povídky z kraje ve verších a Básně, které vyšly až po jeho smrti.

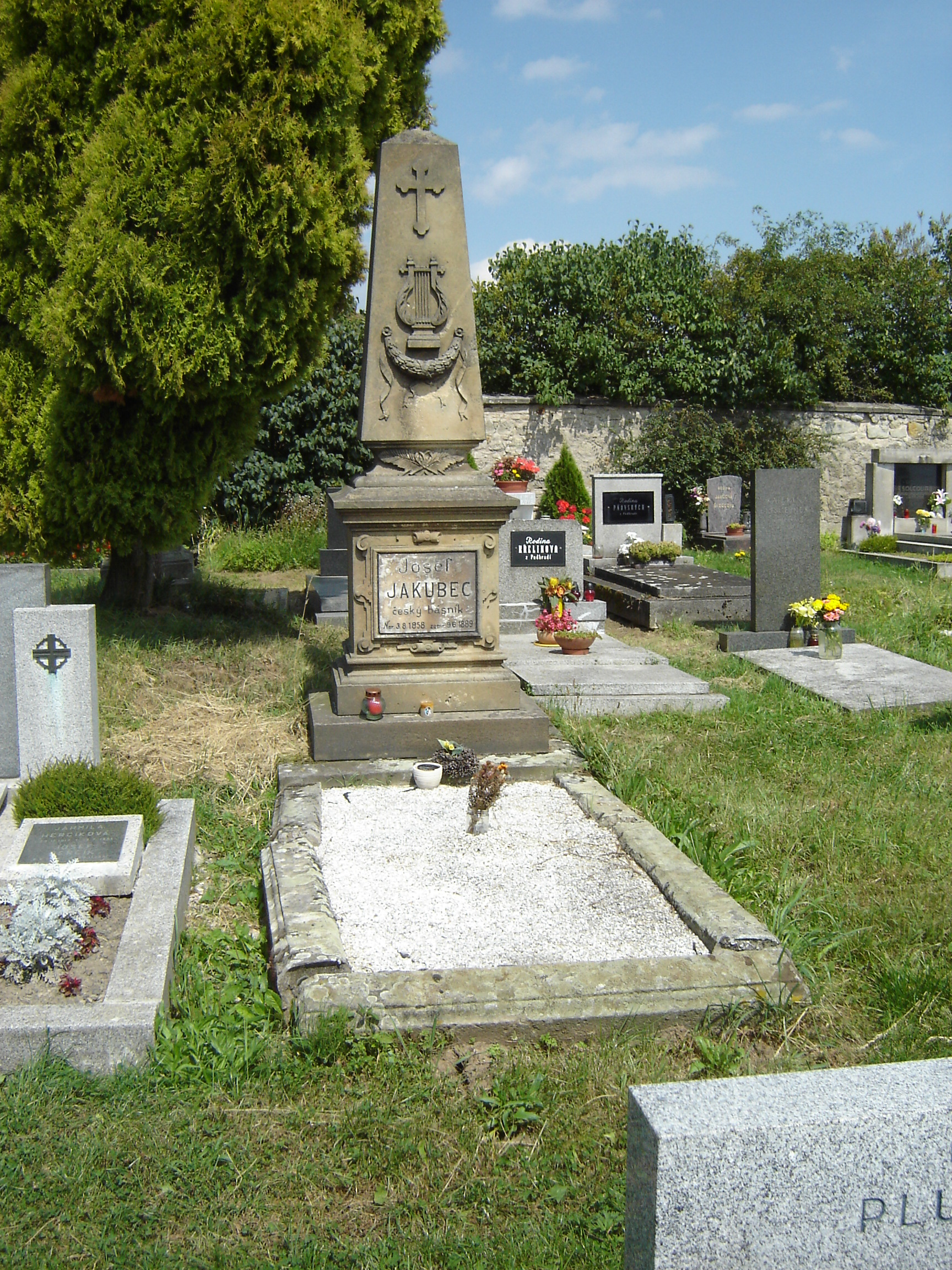
Hrob Josefa Jakubce ve Veliši

Je pohřben na hřbitově ve Veliši.